# Gare de Marquillies
Gare de Marquillies vasútállomás Franciaországban, Marquillies településen.

## Vasútvonalak
Az állomást az alábbi vasútvonalak érintik:
- Fives-Abbeville-vasútvonal

## Kapcsolódó állomások
A vasútállomáshoz az alábbi állomások vannak a legközelebb:
- Gare de Don - Sainghin
- Gare de Salomé